# Handebol nos Jogos Asiáticos
O Andebol (português europeu) ou Handebol (português brasileiro) é disputado nos Jogos Asiáticos desde 1982, em Nova Délhi, na Índia. Sendo que o evento feminino só passou a acontecer na edição de 1990, em Pequim.

## Resultados
Masculino
| Ano           | Sede             |               | Ouro          | Prata          | Bronze |
| ------------- | ---------------- | ------------- | ------------- | -------------- | ------ |
| 1982 Detalhes | Nova Délhi       | China         | Japão         | Coreia do Sul  |        |
| 1986 Detalhes | Seul             | Coreia do Sul | China         | Japão          |        |
| 1990 Detalhes | Pequim           | Coreia do Sul | Japão         | Arábia Saudita |        |
| 1994 Detalhes | Hiroshima        | Coreia do Sul | Japão         | China          |        |
| 1998 Detalhes | Bangkok          | Coreia do Sul | Kuwait        | Japão          |        |
| 2002 Detalhes | Busan            | Coreia do Sul | Kuwait        | Catar          |        |
| 2006 Detalhes | Doha             | Kuwait        | Catar         | Irã            |        |
| 2010 Detalhes | Cantão           | Coreia do Sul | Irã           | Japão          |        |
| 2014 Detalhes | Incheon          | Catar         | Coreia do Sul | Bahrein        |        |
| 2018 Detalhes | Jacarta/Palimbão | Catar         | Bahrein       | Coreia do Sul  |        |

Feminino
| Ano           | Sede             |               | Ouro            | Prata         | Bronze |
| ------------- | ---------------- | ------------- | --------------- | ------------- | ------ |
| 1990 Detalhes | Pequim           | Coreia do Sul | China           | Taipé Chinês  |        |
| 1994 Detalhes | Hiroshima        | Coreia do Sul | Japão           | China         |        |
| 1998 Detalhes | Bangkok          | Coreia do Sul | Coreia do Norte | Japão         |        |
| 2002 Detalhes | Busan            | Coreia do Sul | Cazaquistão     | China         |        |
| 2006 Detalhes | Doha             | Coreia do Sul | Cazaquistão     | Japão         |        |
| 2010 Detalhes | Cantão           | China         | Japão           | Coreia do Sul |        |
| 2014 Detalhes | Incheon          | Coreia do Sul | Japão           | Cazaquistão   |        |
| 2018 Detalhes | Jacarta/Palimbão | Coreia do Sul | China           | Japão         |        |

## Quadro de Medalhas Total
| Ordem | País            | Medalha de ouro | Medalha de prata | Medalha de bronze | Total |
| ----- | --------------- | --------------- | ---------------- | ----------------- | ----- |
| 1     | Coreia do Sul   | 12              | 1                | 2                 | 15    |
| 2     | China           | 2               | 2                | 3                 | 7     |
| 3     | Kuwait          | 1               | 2                | 0                 | 3     |
| 4     | Catar           | 1               | 1                | 1                 | 3     |
| 5     | Japão           | 0               | 6                | 5                 | 11    |
| 6     | Cazaquistão     | 0               | 2                | 1                 | 3     |
| 7     | Irão            | 0               | 1                | 1                 | 2     |
| 8     | Coreia do Norte | 0               | 1                | 0                 | 1     |
| 9     | Bahrein         | 0               | 0                | 1                 | 1     |
|       | Taipé Chinesa   | 0               | 0                | 1                 | 1     |
|       | Arábia Saudita  | 0               | 0                | 1                 | 1     |
| Total | Total           | 16              | 16               | 16                | 48    |